# أندرو تايلور (لاعب كرة قاعدة)
أندرو تايلور (بالإنجليزية: Andrew Taylor)‏ هو لاعب كرة قاعدة أمريكي، ولد في 18 أغسطس 1986 في درم في الولايات المتحدة.

## وصلات خارجية
- أندرو تايلور على موقع دوري كرة القاعدة الرئيسي (الإنجليزية)
- أندرو تايلور على موقعبيزبول رفرنس.كوم (الدوري الرئيسي) (الإنجليزية)
- أندرو تايلور على موقعبيزبول رفرنس.كوم (الدوري الثانوي) (الإنجليزية)
- أندرو تايلور على موقع إي إس بي إن.كوم (أم.أل.بي) (الإنجليزية)
- أندرو تايلور على موقع مشجعي الرسوم البيانية (الإنجليزية)